# Heteropappus chejuensis
Heteropappus chejuensis là một loài thực vật có hoa trong họ Cúc. Loài này được Kitam. mô tả khoa học đầu tiên.